# Лінія M2 (Варшава)
52°14′07″ пн. ш. 21°00′30″ сх. д. / 52.235277777778° пн. ш. 21.008333333333° сх. д.
Лінія M2 — друга лінія Варшавського метрополітену, яка сполучає між собою райони Воля з лівого берегу та Таргувек на правому березі річки Вісли. Станом на 2023 рік в складі лінії 21 станцій, завдожки 22 км.
У 2006 році почалося будівництво лінії М2, а через рік був оголошений тендер на будівництво центральної ділянки, що пролягає від району Воля до району Прага. У 2008 році тендер було скасовано результати цього конкурсу через завищені бюджетні витрати та було розпочато новий тендер. У 2009 році було оголошено переможця тендера i одразу підписано договір про його реалізацію з консорціумом «AGP Metro Polska». 30 вересня 2014 року закінчилося будівництво центральної ділянки.
В 2014 році було оголошено тендер на виконання плану „3+3”, що полягає у будівництві 3 станцій на захід та 3 станцій на схід від тодішньої центральної траси. Переможців тендеру оголосили тільки під кінець 2015 і на початку 2016 було підписано угоду про побудову станцій на схід, а у вересні станцій на захід. Відкриття східної ділянки (до станції Троцька) відбулося 15 вересня 2019 року, а західної 4 квітня 2020 року .
8 березня 2015 року відбулося відкриття лінії М2. У 2016 році відбувся конкурс дизайнерів, які займалися другим проєктом розширенням станції, який отримав назву «3+2», що включав будівництво трьох станцій на сході та двох станцій на заході. Згодом відбулось третє розширення планів програмою «3+5». Будівництво всієї лінії заплановано завершити до ? року.

## Історія

### Плани
24 листопада 2005 року міська влада Варшави ухвалила «Стратегію розвитку столичного міста Варшави до 2020 року«, в якій було порушено рішення про поетапне будівництво лінії М2 Варшавського метрополітену. Найбільша кількість пасажирів очікувалася, що буде проїжджати на відрізку від Рондо Дашинськєґо до залізничної станції Варшава-Віленська, з огляду на це було вирішено будувати в першу чергу цю ділянку, а потім добудували інші ділянки, які будуть пролягати в районах Таргувек i Брудно на сході, також подовжити лінію до району Бемово на заході міста. Будівництво лінії М3, яка повинна сполучити залізничну станцію Варшава-Західна з районом Ґоцлав, також поділена на етапи. Перша ділянка цієї лінії мала бути гілкою лінії М2, що повинна прокладена від околиць Празького порту на Ґоцлав.
14 вересня 2006 року ділянка запланованої лінії M3, яка б сполучила Празький Порт з Ґоцлавом, включено до плану будівництва лінії М2 і отримала назву — південна ділянка цієї лінії, цим самим було збільшено загальну довжину лінії М2 на 27 км. Цього ж дня громадськість була проінформована, що у 2007 році, окрім центральної траси, також розпочнеться будівництво північної ділянки та нової південної ділянки. Тендери на будівництво цих ділянок планувалося оголосити в середині 2007 року. У свою чергу, будівництво західної ділянки, яка на той момент знаходилось на стадії розробки, могла  розпочатися лише через декілька місяців після того, як би почались роботи на ділянках в районі Праги.
10 листопада 2006 року, в ухваленому міською владою документом  пол. «Studium uwarunkowań kierunków zagospodarowania przestrzennego m.st. Warszawy» лінія М2 та М3 далі повинні бути поділеними. Загалом для них було заплановано будівництво 26 станцій: 20 станцій  на лінії М2  та 6 станцій на лінії М3, не враховуючи станцію пересадки на лінію М2, яка отримала тоді назву — «Стадіон Народови».
Зрештою, лінія М2 повинна бути завдовжки 31 км і складатися з 27 станцій:
- 8 станцій на західній ділянці (D),
- 7 станцій на центральній ділянці (C),
- 6 станцій на північно-східній  ділянці (A),
- 6 станцій на південно-східній ділянці  (B).

Для потреб обслуговування лінії М2 повинні були створені дві технічно-паркових станції: «STP Каролін» та «Кожя Гурка»

### Будівництво центральної ділянки

#### Підготовка

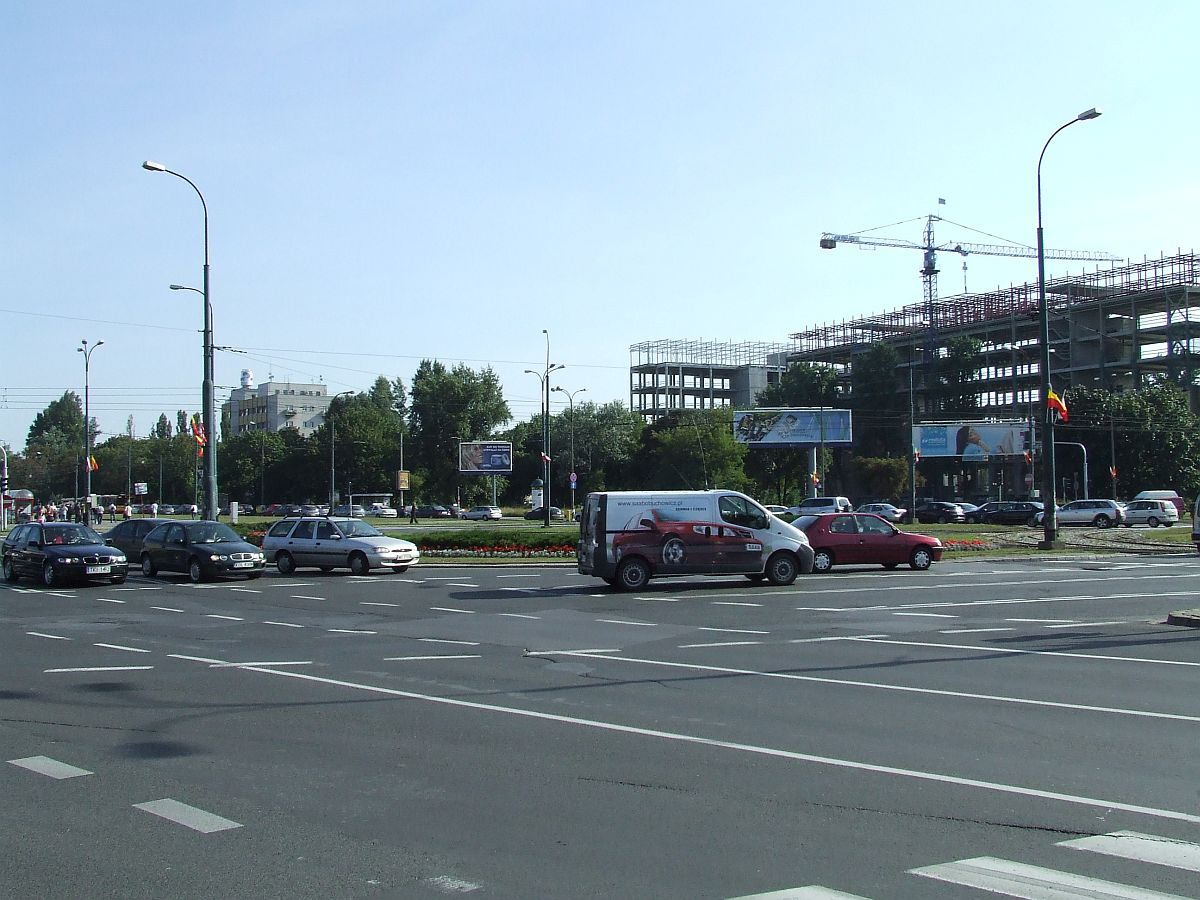
«Рондо Дашинськєґо» — початкова станція центральної ділянки лінії М2 (2007)

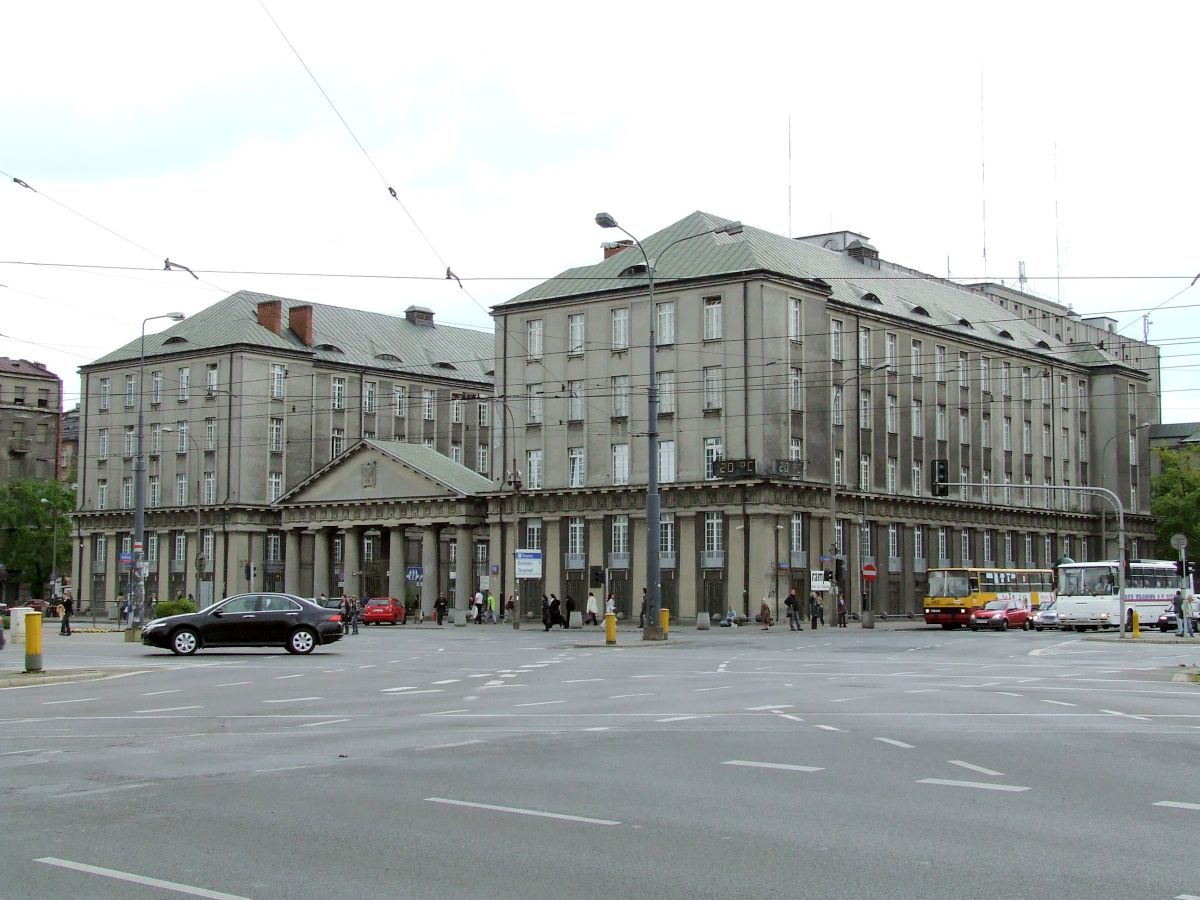
Плац Віленський — місце, де закінчується центральна лінія (2007)

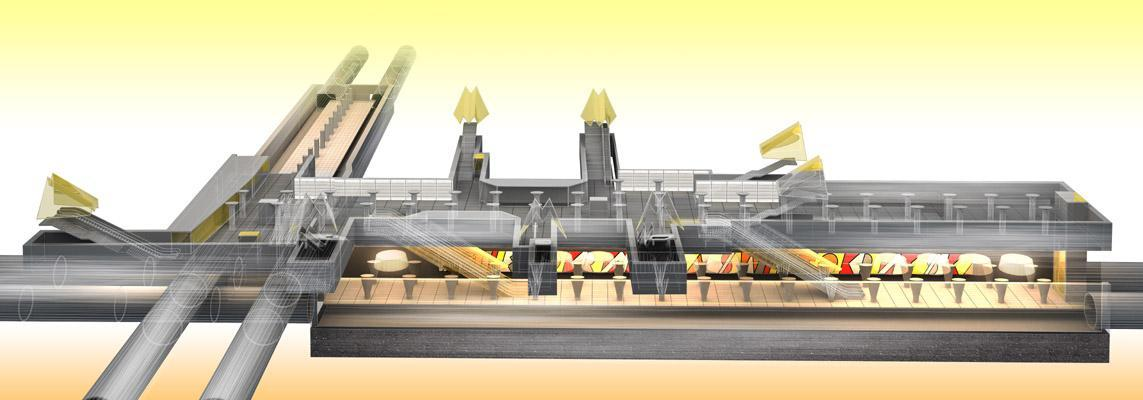
Концепція пересадкової станції «Свентокшиська» (архітектор Анджей М. Холдзинський)

13 квітня 2006 року оголошено про початок переговорів, щодо  контрактів на розробку та  втілення в життя плану „Техніко-економічного обґрунтування будівництва лінії М2 на ділянці «Рондо Дашинськєґо» — «Двожец Віленьські»
з придбанням рухомого складу метрополітену». До фінальних переговорів потрапило 5 з 15 підрядників,які подавали заявки i 5 листопада їм було повідомлено про результати процедури відбору. 12 листопада до Варшавського метрополітену надійшли скарги від двох підприємств. У зв'язку з їх оскарженням замовником, а також нестачею обґрунтування в заявах до управління державних закупівель долю тендеру було остаточно вирішено. 30 листопада 2006 року консорціуми «Sudop Praha» та «DB Projekt» підписали контракти на подання своїх проєктів, які повинні були складатися з представлення концепції реалізації замовлення для центральної частини лінії М2, технології реалізації окремих елементів замовлення та планування фінансування інвестицій, опис термінів реалізації, включаючи час, необхідних для реалізації. Кінцевий термін розробки документу складав 330 днів з дати підписання контракту, а його реалізація була поділена на етапи:
- 1-й етап (30 днів від дати підписання угоди) — надання попереднього звіту з техніко-економічного обґрунтування;
- 2-й етап (100 днів від дати підписання угоди) — надання проміжного звіту про техніко-економічне обґрунтування, усіх досліджень гідрогеологічної та геолого-інженерної документації та поздовжнього відрізку траси метро;
- 3-й етап (150 днів від дати підписання угоди) — надання остаточного звіту про техніко-економічне обґрунтування та гідрогеологічної та геолого-інженерної документації з необхідним підтвердженням документації;
- 4-й етап (330 днів від дати підписання угоди) — підписання замовником остаточного заключного звіту про приймання.

Незабаром ці дослідження планувалося представити і подати до міської заявки на співфінансування з фонду Європейського Союзу на 2007–2012 роки.
27 квітня 2007 року Варшавський метрополітен надіслав до Офісу офіційних публікацій Європейського Союзу повідомлення про відкриття конкурсу на виконання «Спрощеного проекту концепції для побудови центральної ділянки лінії М2 у Варшаві від Рондо Дашинськєґо до Двожца Віленського«». Десять заявок було подано до кінцевого терміну, дедлайн якого був 21 травня. 6 червня представники метрополітену та влада міста запросили усіх учасників конкурсу на представлення своїх концепцій до 7 серпня. 17 вересня журі конкурсу у складі представників міського управління Варшави, Управління громадського транспорту у Варшаві та Варшавського метрополітену було обрано переможця, яким став консорціумі Конструкторське бюро «Метропроект» та «AMC» — Анджей М. Холдзинський. 5 листопада проєкт-переможець був представлений у кінотеатрі «Прага», що знаходиться в районі Прага-Пулноц, де планувалося побудувати центральну лінію. Того дня також мер Варшави Ганна Гронкевич-Вальц запевнила, що проєкт буде завершений до початку Чемпіонату Європи з футболу 2012 року.

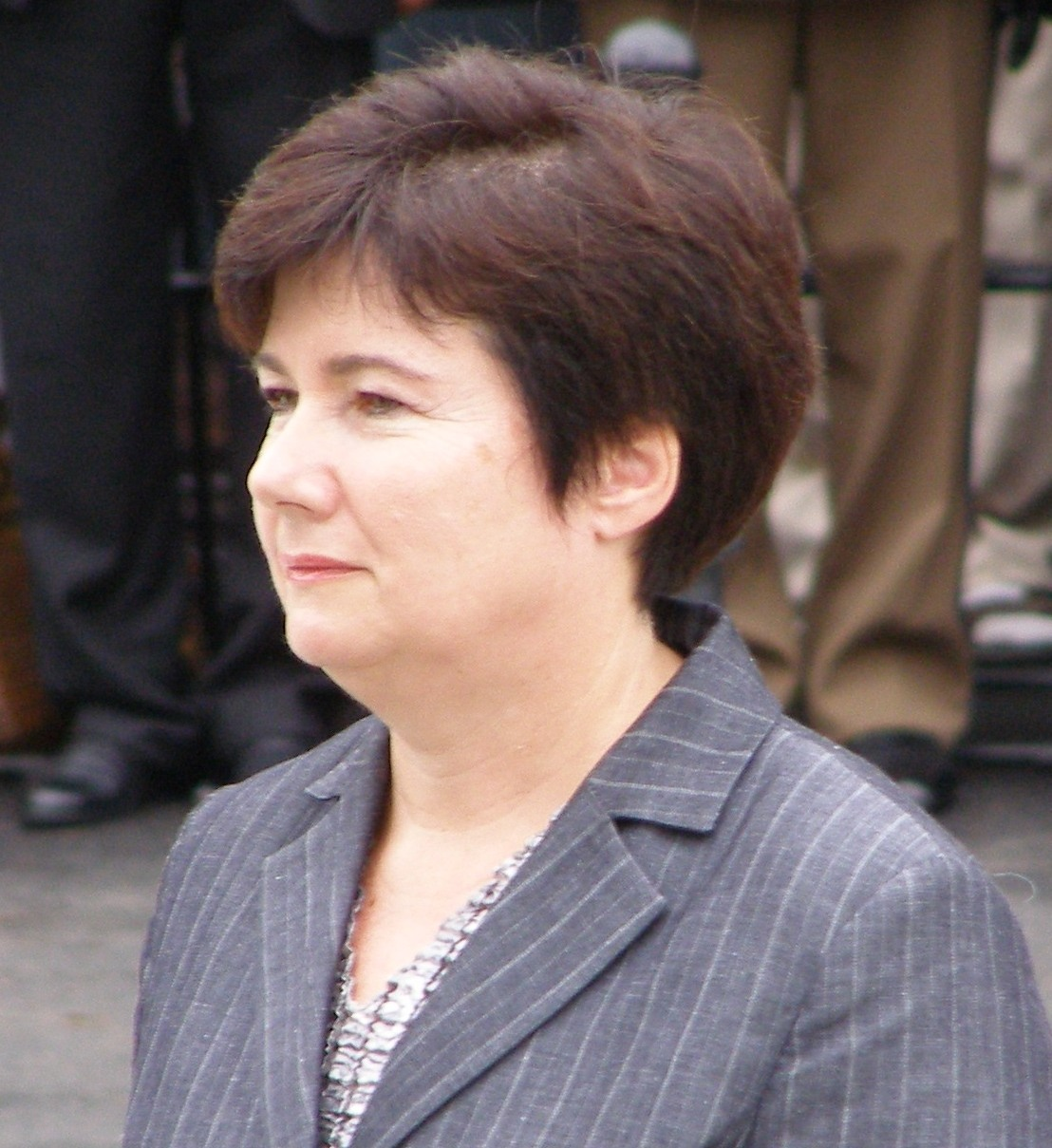
Ганна Гронкевич-Вальц

1 червня 2007 метрополітен оголосив тендер, без терміну дії на замовлення консультативних послуг, що полягають у розробці висновків експертів та висновків щодо виконання підготовчих та проектних робіт для центральної лінії. До 16 липня було придставлено 3 пропозиції, a 30 липня 
переможцем став консорціум двох компаній, що входять у склад групи «ILF Consulting Engineers». 9 серпня був підписаний договір з «ILF Consulting Engineers» (Польща) та «ILF Beratende Ingenieure» (Австрія).
9 листопада 2007 року представлено чотири пропозиції подані на тендері на виконання «Звіт про вплив на довкілля для лінії М2 у Варшаві». 8 листопада найбільш вигідну пропозицію обрав «Метропроєкт».
10 листопада 2007 року відкрито шість пропозиції поданих у відкритому тендері на техніко-економічне обґрунтування будівництва лінії М2, включаючи дослідження на витрати центральної ділянки. Робота над документом була розділена на етапи:
- 1-й етап (90 днів від дати підписання угоди) — Попередній звіт про ступінь виконання;
- 2-й етап (180 днів від дати підписання угоди) — Тимчасовий звіт про ступінь виконання;
- 3-й етап (180 днів від дати підписання угоди) — Гідрогеологічна та геолого-інженерна документація передпровіркою адміністративними органами;
- 4-й етап (300 днів від дати підписання угоди) — Кінцевий звіт щодо ступеня виконання та поздовжні ділянки траси метро;
- 5-й етап (300 днів від дати підписання угоди — Гідрогеологічна та геолого-інженерна документація з правовим завіренням документації у відповідних державних установах;
- 6-й етап (480 днів від дати підписання угоди) — закінчення складання відповідей та пояснень для інституцій, які оцінюють загальний результат виконаної роботи.

#### Тендери на проєктування та будівництво
15 листопада 2007 року Варшавський метрополітен подав до Офісу офіційних публікацій Європейських Співтовариств процедури конкуренційної на «Проєкт і побудова лінії М2 від станції «Рондо Дашинськєґо» до станції «Двожец Віленські» у Варшаві«», яке стало оголошене наступного дня. В обов'язки виконавця повинно було належати проведення монтажно-будівельних робіт, також з виконанням будівельних та виконавчих робіт відповідно до затвердженого багатогалузевого концепційного проєкту. Підписання угод було заплановано на кінець I — початку II кварталу 2008 року, а проєктування та побудова центральної лінії повинно було бути реалізовано терміном — 45 місяців від дати укладення договору. До 3 грудня обрано 6 претендентів, а 11 січня 2008 року один з них вибув з конкурсу, таким чином залишилося 5 учасників. 11 лютого конкурсантам був представлений багаторазий конкуреційний проєкт, від 19 до 28 березня з учасниками проведено перші переговори, а 29 квітня керівництво метрополітену надіслало до учасників переговорів листи про складання пропозицій. До 6 червня наступні 3 учасників вибули:
| Учасник торгів | Ціна бруто в злотих | Час реалізації | Гарантійний термін | Гарантійний термін | Аванс |
| --- | ------------------- | -------------- | ------------------ | ------------------ | ----- |
| Alpine Bau Deutschland AG, Ехінг FCC Construcción, Барселона Alpine Untertagebau GmbH, Ехінг PBG, Висоґотово Hydrobudowa Włocławek, Висоґотово PRG Metro, Варшава Alpine Construction Polska, Краків                                              | 5 885 838 760       | 42 місяці      | 12 місяці          | 51 місяці          | 4%    |
| Dragados, Мадрид Підприємство Інженерних Робіт Pol-Aqua, Пясечно Trakcja Polska – PKRE, Варшава Vias Y Construcciones, Мадрид Tecsa Empresa Constructora, Більбао                                                                                 | 6 226 676 484       | 42 місяці      | 51 місяці          | 51 місяці          | 0     |
| Mostostal Warszawa, Варшава Acciona Infraestructuras, Мадрид Strabag, Варшава, Strabag AG, Шпітталь-ан-дер-Драу Ed. Züblin AG, Штутгарт Dywidag International GmbH, Мюнхен Dywidag Bau GmbH, Мюнхен Будівниче підприємство «Kopalń PeBeKa», Любін | 5 978 000           | 42 місяці      | 12 місяці          | 51 місяці          | 0     |

Оскільки засновники мали намір призначити на фінансування 2,82 млрд злотих, то 31 липня рішенням міської влади процедура була скасована через занадто високі суми, запропоновані учасниками торгів. Варшавське Метро розпочало підготовчу роботу до повторного оголошення процедури, але цього разу у формі відкритого тендеру. Було замовлено оновлення багатогалузевого концептуального проекту та Програми функціонального використання. Це було зроблено з точки зору пристосування тендерної документації до нової процедури.
15 листопада 2008 року міська влада оголосили про початок відкритого тендеру на вибір дизайнерів та підрядника для центральної ділянки лінії M2, 18 листопада оголошення про це рішення появилася на сторінках Офіційного віснику Європейського Союзу. В новому тендері виявили бажання взяти 19 компаній. 16 лютого 2009 року обрано 5 найкращих пропозицій:
| Заявник | Ціна нетто в злотих | Ціна брутто в злотих |
| --- | ------------------- | -------------------- |
| China Overseas Engineering Group, Пекін Shanghai Construction (Group) General, Шанхай China Railway Tunnel Group, Лоян Decoma, Варшава | 3 686 885 245       | 4 498 000            |
| Alpine Bau GmbH, Зальцбург FCC Construcción, Барселона PBG, Пшезьмерово Hydrobudowa Polska, Пшезьмерово Przedsiębiorstwo Robót Górniczych „Metro”, Варшава Stump – Hydrobudowa, Варшава                                                    | 4 605 600 000       | 5 618 832 000        |
| Astaldi, Рим Gülermak, Анкара Компанія з побудови доріг і мостів Мінськ-Мазовецький | 3 375 000           | 4 117 500 000        |
| Mostostal Warszawa, Варшава Acciona Infraestructuras, Мадрид Strabag, Варшава Strabag AG, Шпітталь-ан-дер-Дра Ed. Züblin AG, Штутгарт Dywidag International GmbH, Мюнхен Dywidag Bau GmbH, Мюнхен Будівельна компанія Kopalń PeBeKa, Любін | 4 077 868 852       | 4 974 999            |
| Dragados, Мадрид Підприємство Інженерних Робіт Pol-Aqua, Пясечно Trakcja Polska – PKRE, Варшава Vias Y Construcciones, Мадрид Tecsa Empresa Constructora, Більбао                                                                          | 5 008 000           | 6 109 760 000        |

Інвестори на виконання робіт виділили  3,7 млрд злотих. Всі пропозиції містили кошторис від 4,1 до 6,1 млдр злотих. У зв'язку з цим 28 квітня 2009 року Рада міста Варшава ухвалила зміни до бюджету міста на 2009 рік, згідно з яким кошти на будівництво метро збільшені до суми, що дозволяє виконати замовлення, а 29 квітня затверджено вибір найкращої пропозиції. 18 травня комісія тендерна відхилила всі протести подані в проваджені. 5  серпня Управління державних закупівель успішно завершив попередню перевірку складеного проєкту замовлення. 21 вересня Окружний суд у Варшаві на закритому засіданні відхилив скаргу консорціуму, керівником якого він був «Mostostal Warszawa», а 13 листопада цей самий суд відхилив заяву консорціуму з  China «Overseas Engineering Group», ініціатором нього була Національна апеляційна палата. Таким чином, процедура апеляційного оскарження була завершена, а найкращими пропозиціями консорціуму визнані Astaldi, Gülermak i Компанія побудови доріг та мостів «PBDiM». 28 листопада в конференц-залі районного управління Прага-Пулноц було підписано контракт на будівництво центральної ділянки лінії М2 у Варшаві:

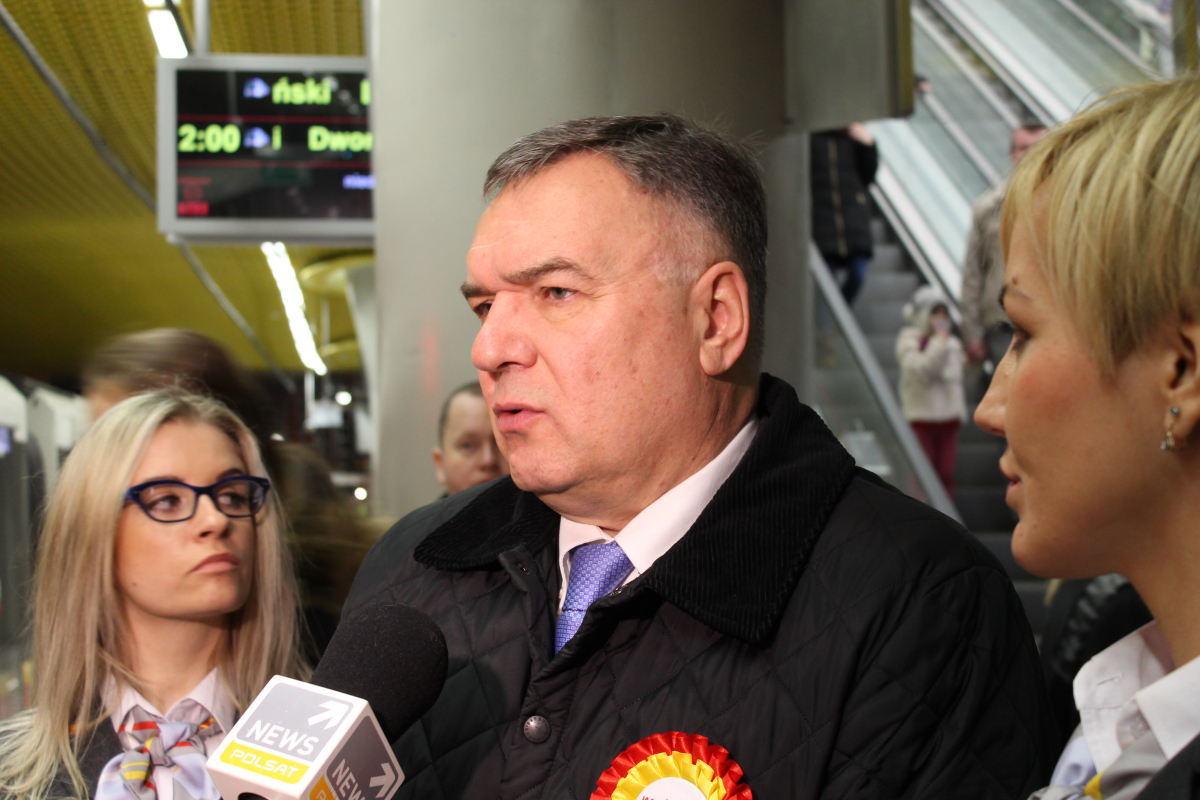
Єжи Лейк під час відкриття лінії M2 (2015)

- Сторона замовника:
  - Ганна Гронкевич-Вальц — Президент Варшави,
  - Єжи Лейк — Президент Варшавського метро,
  - Радослав Жовнєжек — член управління Варшавського метрополітену,
- Із сторони виконавця:
  - Франческо Паоло Скагліоне — уповноважений директор Східної та Центральної Європи компанії Astaldi,
  - Мустафа Тунсер — Директор з розробки та пропозицій  компанії Gülermak,
  - Януш Друждж — Директор Компанії Побудови Доріг та мостів.

#### Будівництво

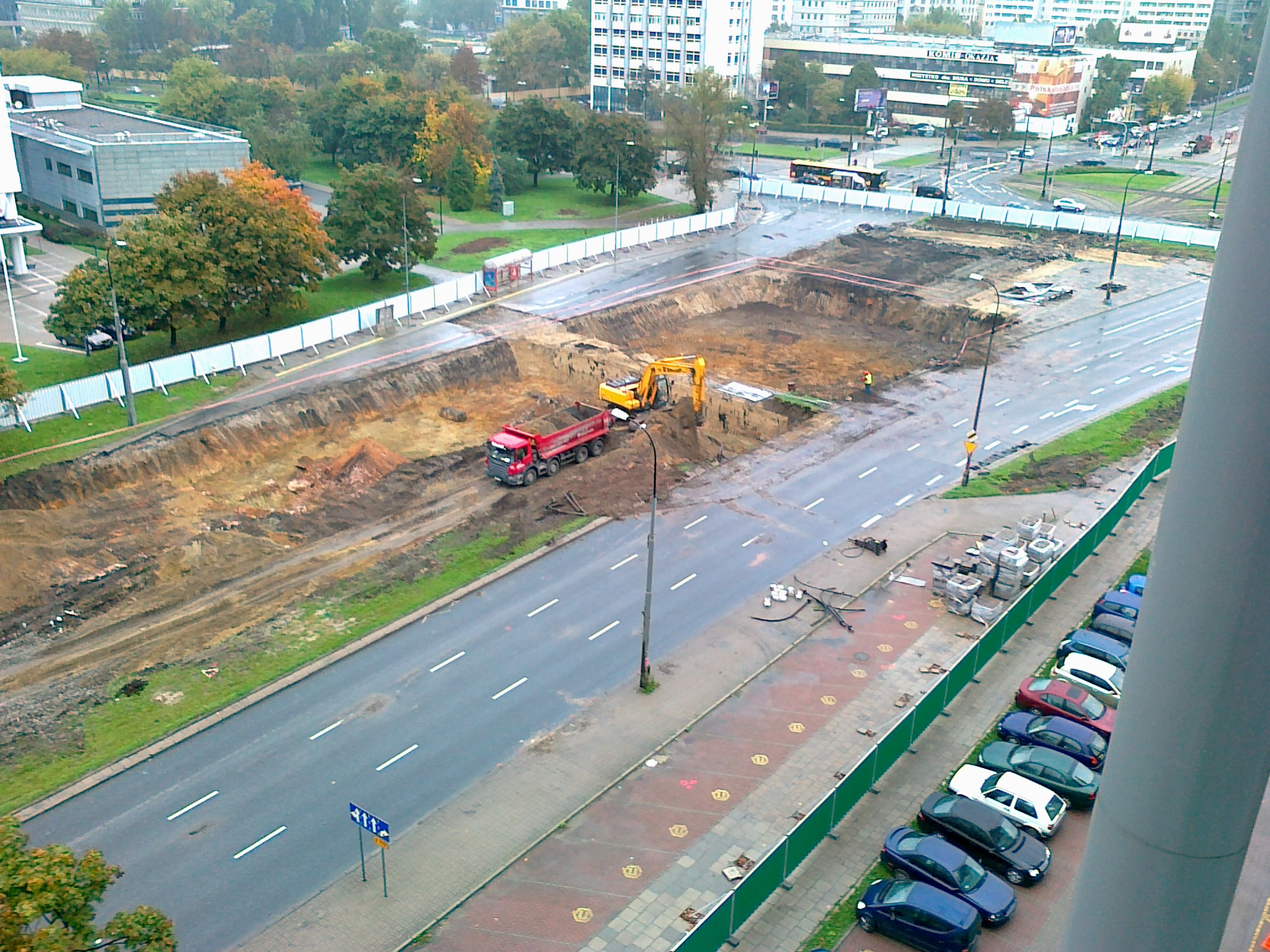
Побудова станції «Рондо Дашинськєґо» (28 вересня 2011)

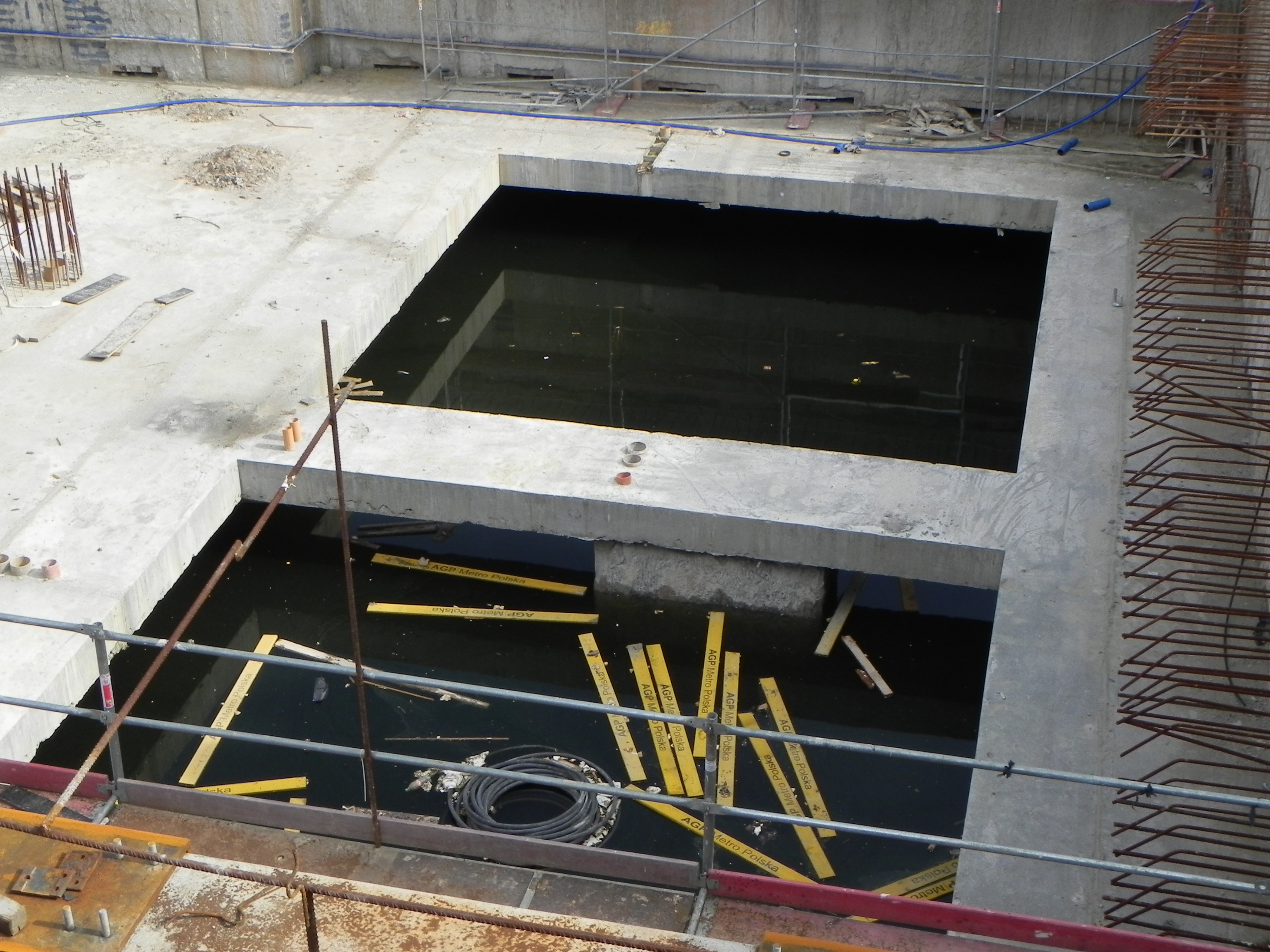
Залиття фундаменту станції «Центрум Науки Коперник» (22 серпня 2012)

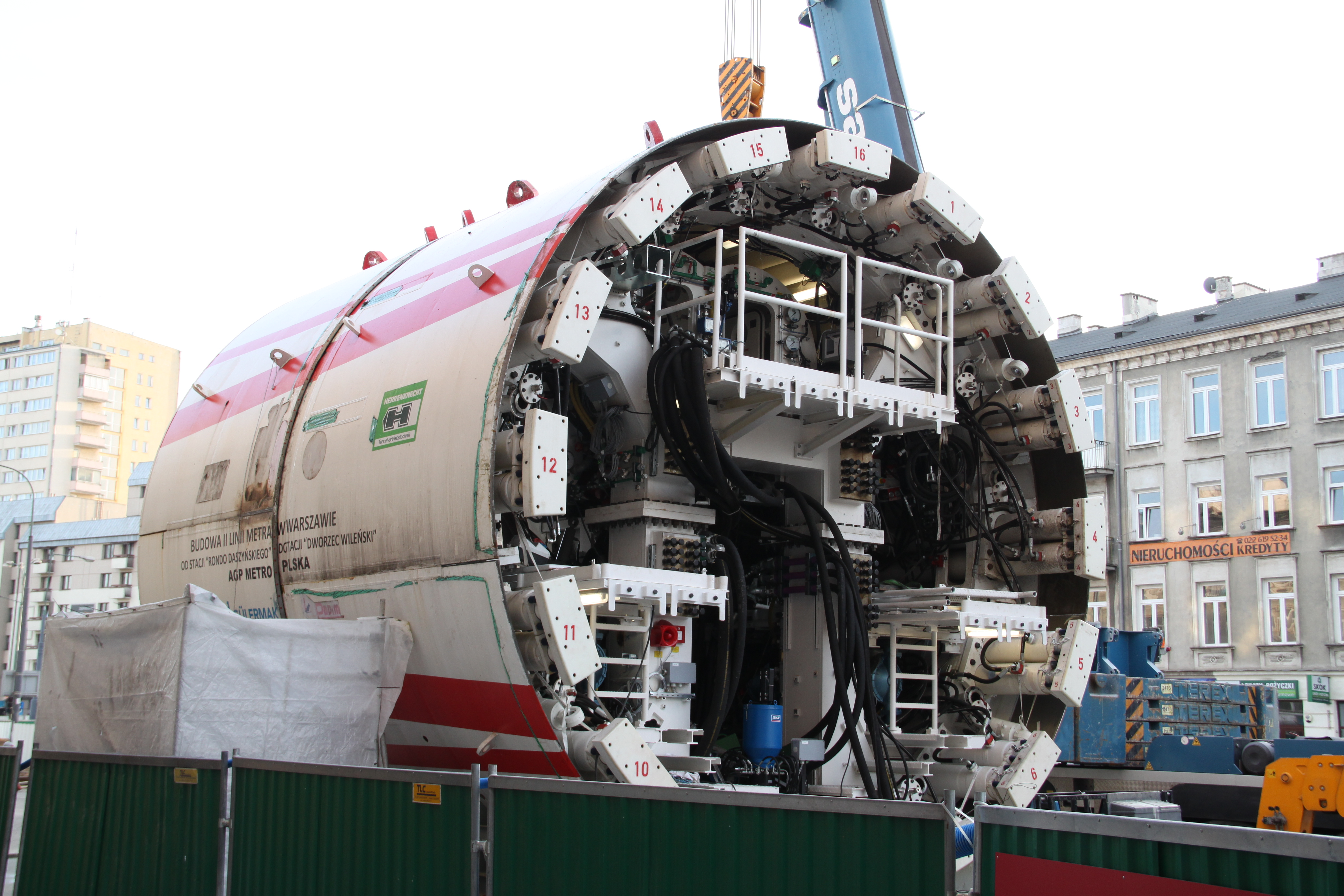
Тунелепрохідницька машина на будівельному майданчику станції Двожец Віленьські (11 листопада 2012)

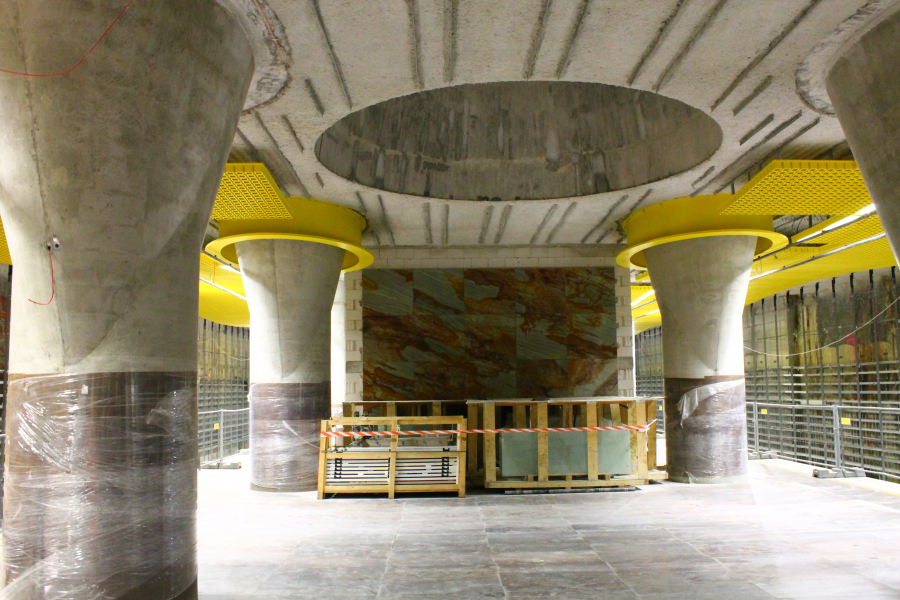
Платформа станції «Свентокшиська» (27 липня 2014)

16 серпня 2010 року в районі станції «Рондо Дашинськєґо» розпочалися підготовчі роботи необхідні для запровадження організації тимчасового перекриття руху на вулиці Проста на  ділянці від вулиці Каролькової до вулиці Таварової і почалось будівництво пускової шахти для тунелепрохідницьких машин, що вважається початком будівництва центральної лінії. 11 вересня  продовжувалися праці від вул. Простої до Рондо Дашинського до вул. Каралькової, далі виконувалися наступні роботи по приготуванню для встановлення пускової шахти для тунелепрохідницьких машин тунелю в напрямку від Вісли до станції «Рондо Дашинськєґо». Того ж місяця розпочались фактичні будівельні роботи з попереднії розкопок. До березня 2011 року було завершено приблизно 40 % стін в грунті.
15  листопада 2010 року виконавець увійшов на місце будівництва пускової шахти на станції «Центрум Науки Коперник», а у наступному місяці було зроблено початкові розкопки цієї шахти. У березні 2011 року розпочато роботи з попереднього копання тунелю для станції.
17 травня 2011 року на заводі Herrenknecht у місті Шванау відбулася урочиста передача та введення в експлуатацію двох тунелопрохідних машин (англ. Tunnel Boring Machine) (типу англ. EPB Earth Pressure Balance), які використовувались для буріння тунелів.
4 червня 2011 року була перекрита вулиця Сокола, а потім почались роботи з приготування і побудування станції «Стадіон Народови». 11 червня 2011 року перекрито  рух на вулиці Свентокшиській на ділянці від «Рондо ОНЗ» до перехрестя з вулицею Ясною, а також розпочались роботи з приготування будівництва станцій «Рондо ОНЗ»  таа «Свентокшиська».
В ніч з 15 на  16 липня 2011 року було перекрито ще одна ділянка вулиці Свентокшиської від вулиці Тадеуша Чацького до вулиці Нови Свят для підготовчих робіт до будівництва станції «Нови Свят — Університет». 22 липня 2011 року на місці встановлення пускової шахті на станцію «Рондо Дашинськєґо» були доставлені перші елементи тунелепрохіднихмашин для буріння тунелів.
15 листопада 2011 року перекрито рух пасажирських поїздів від Віленської площі через Сілезько-Домбровський міст, де розпочалися підготовчі роботи для будівництва станції «Двожец Віленьські», а наприкінці наступного місяця розпочалася власне побудова тунелю.
4 квітня 2012 року до пускової шахти біля Рондо Дашинськєґо була змонтована перша машина з буріння, яка мала назву Anna, 16 травня вона була урочисто запущена і розпочала бурити тунель центральної лінії. 18 червня в цьому ж місці роботу розпочали  свою роботу ще одна машина для буріння Maria. Під кінець 2012 було заплановано, що наступні дві машини буріння, почнуть свою роботу із станції Повішле, але 14 серпня 2012 року відбувся прикрий інцидент. Під час буріння під тунелем Віслострада будівельний майданчик був засипаний ґрунтом через обвал. Із міркувань безпеки тунель Віслострада, а також Свентокшиський міст були перекриті. Після огляду мостової конструкції рух транспорту по ній відновили через два дні, проте наступні дослідження мосту показали, що залишилась відкритою нижня секція стін  тунелю пошкодилась, а також утворилися тріщини. Упродовж наступних кількох днів було піднято питання про призупинення подальших робіт над з'єднанням станцій, а також питання про початок роботи бурильників Wisła I i Wisła II на станції Двожец Віленські. Розпочали вони працювати відповідно до 15 лютого i 20 березня 2013 року. 23 червня остаточно був відновлений рух тунелем Віслострада.
12 серпня і 11 листопада 2013 року до станції «Центрум Науки Копернік» із східного напрямку завершили прохід тунелю бурильниками Krystyna та Elisabetta, 22 листопада західна стіна станції була завершена бурильником Anna, a 28 листопада із західного напрямку закінчила бурити свій тунель Maria, що означало закінчення  буріння  центральної ліні M2.
У січні 2014 року  розпочалось встановлення пускових шахт в тунелях. В ніч з 25 на 26 червня 2014 розпочались тести потягів Siemens Inspiro на ділянці «Рондо Дашинськєґо» — «Рондо ОНЗ». 30 вересня 2014 року виконавець оголосив про свою готовність до здачі та технічної перевірки, які проводились із 13 листопада до 14 січня 2015. 9 листопада 2014 відбувся День відкритих дверей метро, під час якого усі хто вирішив відвідати могли побачити усі станції лінії. 27 лютого видано останній з 14 дозволів на використання споруд, побудованих в рамках інвестицій, 8 березня 2015 року о 09:30 центральна ділянку лінією М2 розпочався регулярний рух поїздів.
Загальний кошторис проінвестованих коштів становив 4,17 млрд злотих, з яких 2,77 млрд злотих було співпрофінансовано разом з Європейським Союзом в рамках участі Польщі у Фонді узгодженості — у програмах Інфраструктури та Середовище на підставі документу про «Розвиток міського транспорту в мегаполісах». Наступним пунктом інвестицій було придбання рухомого складу, вартість усіх залучених коштів становила 5,98  млрд злотих (з яких понад 3,6 млрд злотих було дофінансовано ЄС), до речі це була найбільша фінансова інвестиція органів місцево самоврядування Польщі.

## Плани на майбутнє

### Закінчення лінії

Схема лінії М2

Будівництво ділянки лінії М2 на Гоцлав, відома раніше як лінія М3, проте позначена як відгалуження лінії М2, запланована на 2021–2030 роки. У серпні 201 року ця ділянка була виключена з планів лінії М2 i нині позначається окремо, як і раніше лінія М3.

## Станція

### Список станцій
| №.     | Назва                   | Дата відкриття                      | Подділ            | Перони (число × ширина) | Фото                                                    |
| ------ | ----------------------- | ----------------------------------- | ----------------- | ----------------------- | ------------------------------------------------------- |
| STP2   | STP Каролін             | планується завершити до 2024        | Бемово            |                         |                                                         |
| C1     | Каролін                 | планується завершити до 2024        | Бемово            |                         |                                                         |
| C2     | Хшанов                  | планується завершити до 2024        | Бемово            |                         |                                                         |
| C3     | Лазурова                | планується завершити до 2024        | Бемово            |                         |                                                         |
| C4     | Бемово                  | Будується, планується відкрити 2022 | Бемово            |                         |                                                         |
| C5     | Ульрихів                | Будується, планується відкрити 2022 | Воля              |                         |                                                         |
| C6     | Князя Януша             | 4 квітня 2020                       | Воля              |                         |                                                         |
| C7     | Млинув                  | 4 квітня 2020                       | Воля              |                         |                                                         |
| C8     | Плоцька                 | 4 квітня 2020                       | Воля              |                         |                                                         |
| C9     | Рондо Дашинськєґо       | 8 березня 2015                      | Воля              | 1 × 11 м                | Warszawa - Metro - Rondo Daszyńskiego (16387389644).jpg |
| C10    | Рондо ОНЗ               | 8 березня 2015                      | Воля / Середмістя | 1 × 12 m                |                                                         |
| C11    | Свентокшиська           | 8 березня 2015                      | Свентокшиська     | 1 × 12 m                |                                                         |
| C12ref | Нови Свят — Університет | 8 березня 2015                      | Свентокшиська     | 1 × 10,5 м              | [ 11 ]                                                  |
| C13    | Центрум Науки Коперник  | 8 березня 2015                      | Свентокшиська     | 1 × 11 м                |                                                         |
| C14    | Стадіон Народови        | 8 березня 2015                      | Прага-Пулноц      | 1 × 11 м                |                                                         |
| C15    | Двожец Віленьські       | 8 березня 2015                      | Прага-Пулноц      | 1 × 11 m                |                                                         |
| C16    | Шведська                | 15 вересня 2019                     | Прага-Пулноц      |                         |                                                         |
| C17    | Таргувек-Мешканьови     | 15 вересня 2019                     | Таргувек          |                         |                                                         |
| C18    | Троцка                  | 15 вересня 2019                     | Таргувек          |                         |                                                         |
| C19    | Заціше                  | Будується, планується відкрити 2022 | Таргувек          |                         |                                                         |
| C20    | Kondratowicza           | Будується, планується відкрити 2022 | Таргувек          |                         |                                                         |
| C21    | Брудно                  | Будується, планується відкрити 2022 | Таргувек          |                         |                                                         |

## Експлуатація

### Рухомий склад

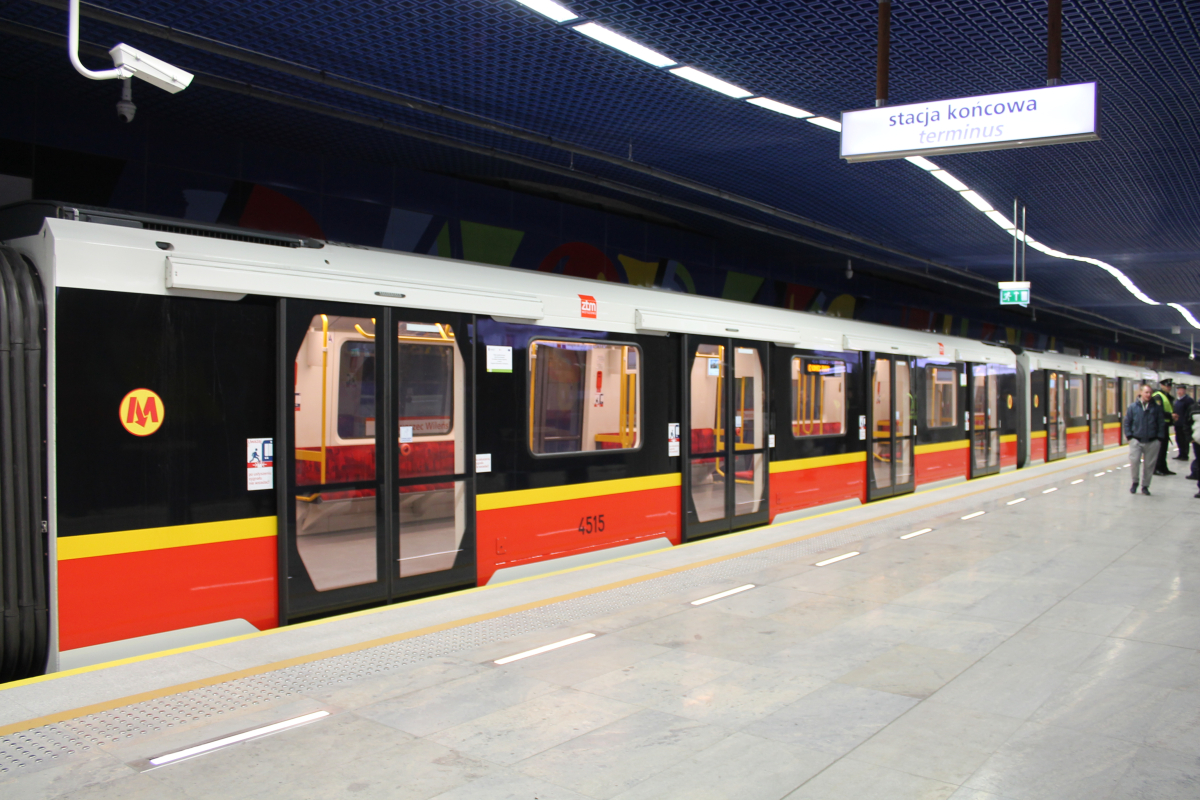
Siemens Inspiro na stacji Dworzec Wileński

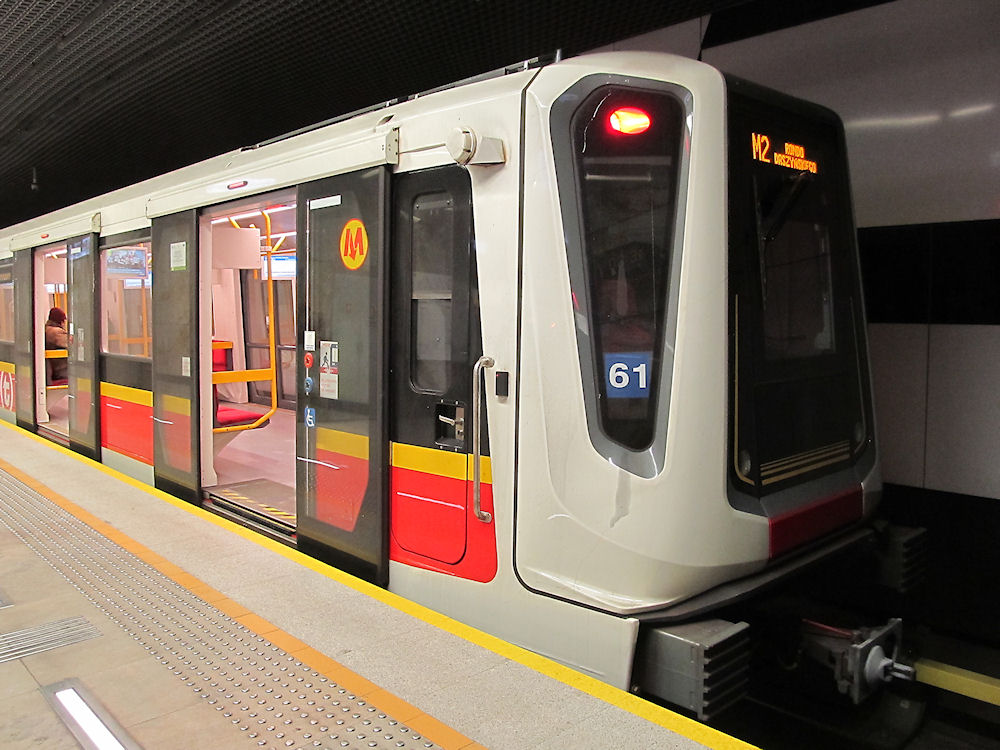
Siemens Inspiro на лінії М2

прапор Варшави

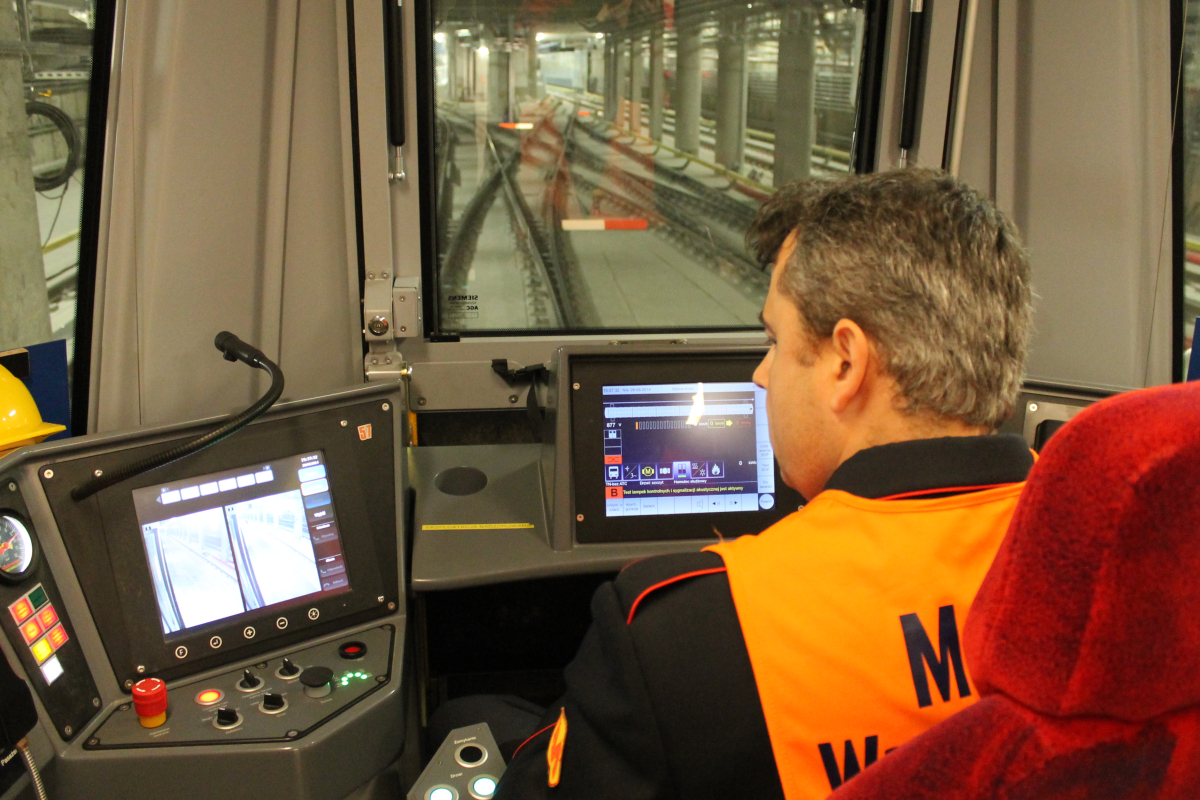
Кабіна машиніста у «Siemens Inspiro» (Варшава)

Лінію М2 обслуговують 20 поїздів типу Siemens Inspiro. Дизайн поїздів оформлений в стилі логотипу Варшавського метрополітену, який в свою чергу використовує кольори прапору Варшави. Жовто-червоний мотив можна помітити і про оформлені салонів вагонів: жовті поручні та червоні сидіння, на яких намальовані стилізовані зображення визначні пам'ятки Варшави. Кожний салон обладнаний моніторами, на яких зображена схема лінії та шляхи по яких прямує поїзд із вказами на наступні станції.

### Пасажирські перевезення
8 березня 2015 року, в день коли відкрилася лінія M2, проїзд по ній був безкоштовний, а кількість пасажирів, які скористалися проїздом на усіх станціях разом протягом цього неповного дня експлуатації, була оцінена приблизно в 233 тисячі осіб. Під час наступних днів було встановлено лічильники, які рахували використання кожної із станцій виявляється, що близько 110–130 тис. осіб користуються лінією в робочий день. Піж час вихідних користуються — близько  60-70 тис. лпасажирів на день.
На початку червня 2015 року, менше ніж через три місяці експлуатації лінії М2, Управління громадського транспорту у Варшаві (пол. ZTM Warszawa) проінформувало громадськість, що лінією скористалося 7,6 млн пасажирів. Кількість перевезених людей у робочі дні була на одному рівні 100 тисяч. 
Найбільша кількість пасажирів, майже 130 000, скористалася лінією 27 травня, коли на Національний стадіон імені Казімежа Гурського відбувся фінальний матчЛіги Європи 2014/2015 сезонів.
До 21 грудня 2015 року лінією скористалося 27 958 168 пасажирів. Щоденні перевезення по всій лінії тоді були на рівні 100 тисяч осіб в день. Всього за перший рік метром скористалося 35 мільйонів людей. 13 грудня 2016 року лінією М2 скористалася рекордна кількість пасажирів близько 170 тисяч осіб.

### Відвідуваність станцій
| C9    | Рондо Дашинськєґо       | 18 059  | 17 268  | 16 292  | 16 360  | 15 189  | 7 479  | 7 484  | 14 980  |
| C10   | Рондо ОНЗ               | 13 256  | 11 826  | 11 334  | 11 555  | 11 350  | 5 846  | 4 379  | 10 340  |
| C11   | Свентокшиська           | 24 150  | 32 897  | 29 151  | 27 467  | 25 826  | 19 308 | 15 161 | 22 580  |
| C12   | Нови Свят — Університет | 14 672  | 15 935  | 14 611  | 15 128  | 14 413  | 8 711  | 7 824  | 13 023  |
| C13   | Центрум Науки Коперник  | 7 826   | 8 209   | 6 558   | 6 321   | 5 787   | 5 859  | 5 409  | 15 394  |
| C14   | Стадіон Народови        | 12 222  | 12 781  | 11 174  | 11 034  | 10 222  | 6 977  | 6 664  | 9 970   |
| C15   | Двожец Віленьські       | 30 061  | 31 628  | 30 083  | 29 676  | 28 272  | 17 001 | 15 176 | 27 182  |
| Разом | Разом                   | 120 246 | 130 544 | 119 203 | 117 541 | 111 059 | 71 181 | 62 097 | 113 469 |

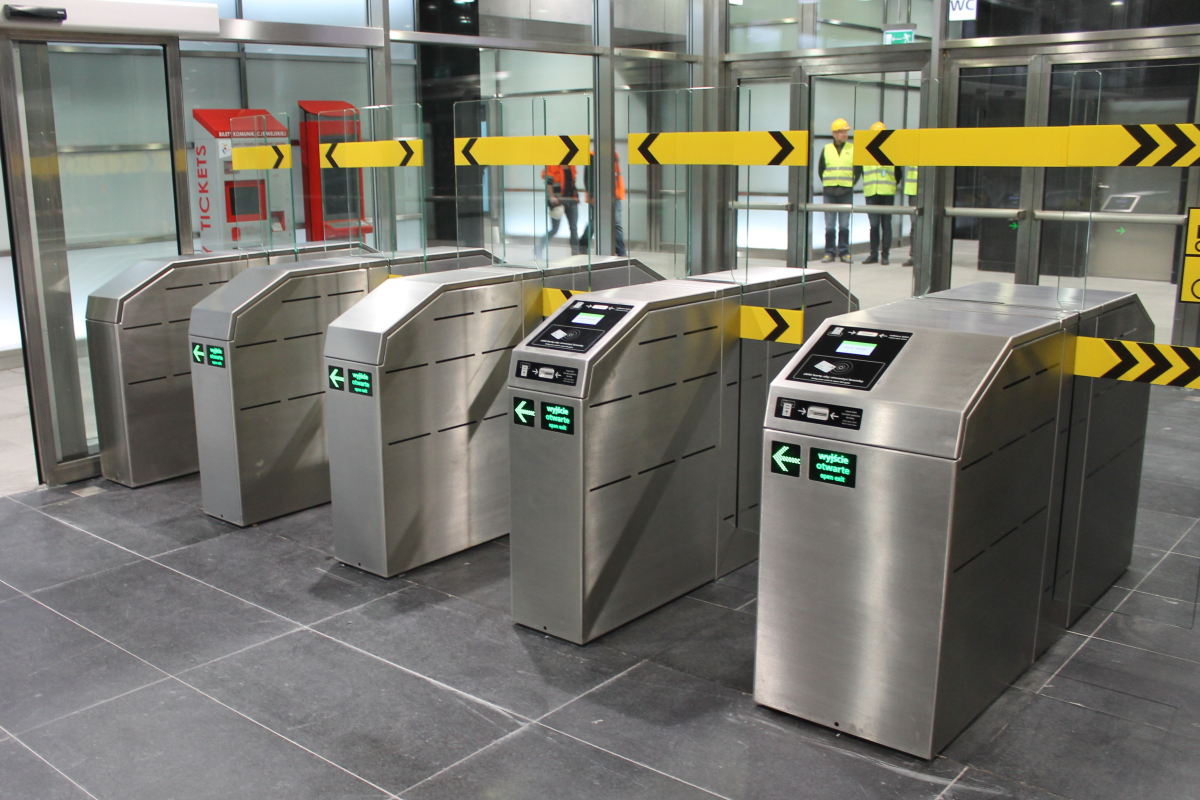
Приймачі квитків на станції «Рондо Дашинськєґо»

У перші дні роботи лінії найпопулярнішим був напрямок в район Прага-Пулноц і кінцева станція «Двожец Віленьські», а одразу після неї станція «Свентокшиська», а у напрямку до району Воля — кінцева станція «Рондо Дашинськєґо».  Станція, яку вибрали пасажири найменше була «Центрум Науки Коперник».
Після трьох місяців роботи Дворжец Віленський залишився найпопулярнішою станцією, на другому та третьому місцях станції Рондо Дашинського i Свентокшиська, a  на четвертій позиції опиналася  станція Нови Свят — Університет. Кількість пасажирів, які пересідають на станції Свентокшиська, як правило рівно 33–36 тисяч осіб.
Наприкінці грудня 2015 року найпопулярнішими станціями були «Двожец Віленьські», «Рондо Дашинськєґо» та «Нови Свят — Університет». На станції «Свентокшиська» за добу здійснювало персадку близько 49 тисяч пасажирів.

## Галерея

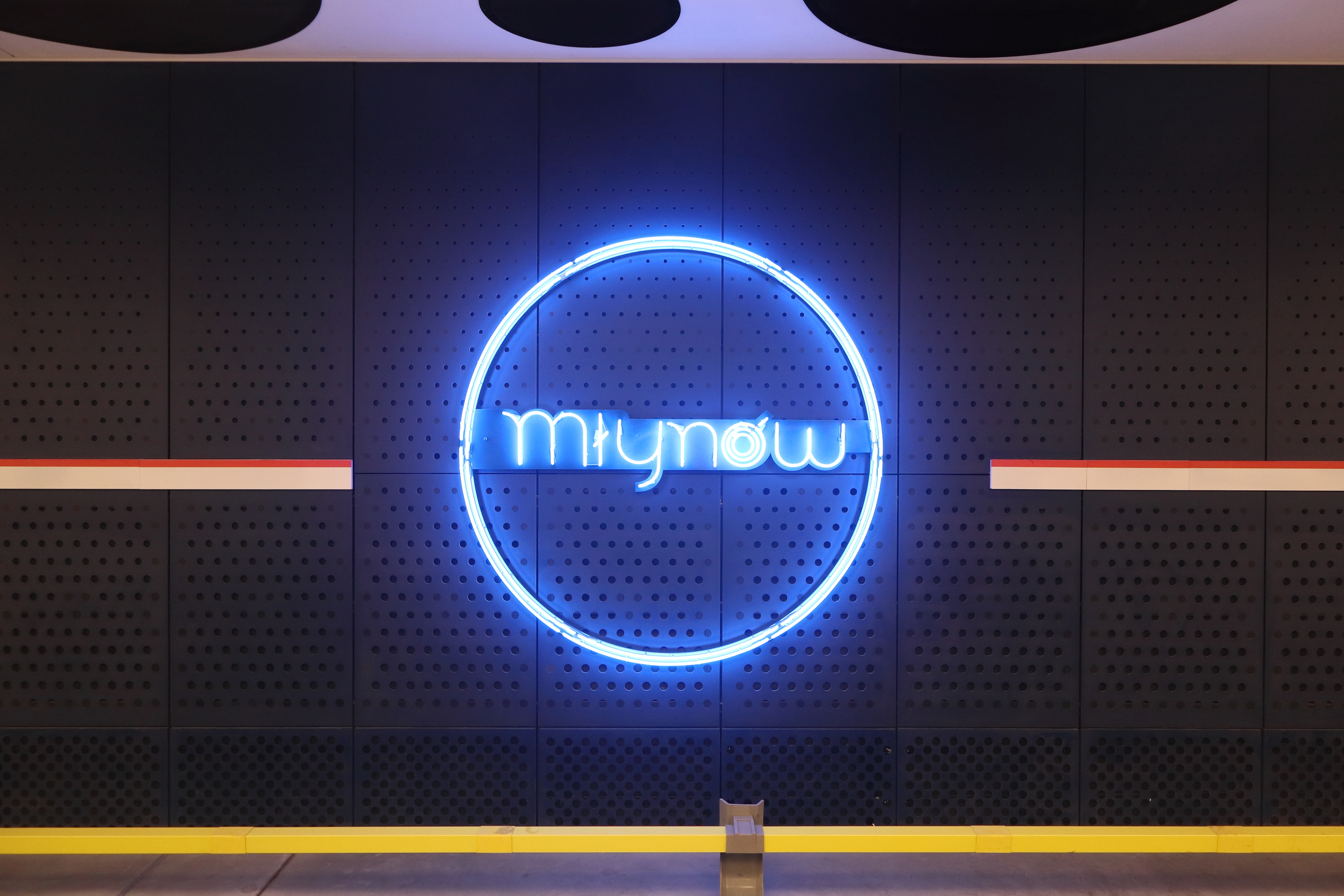
Неонова вивіска на станції «Млинув»
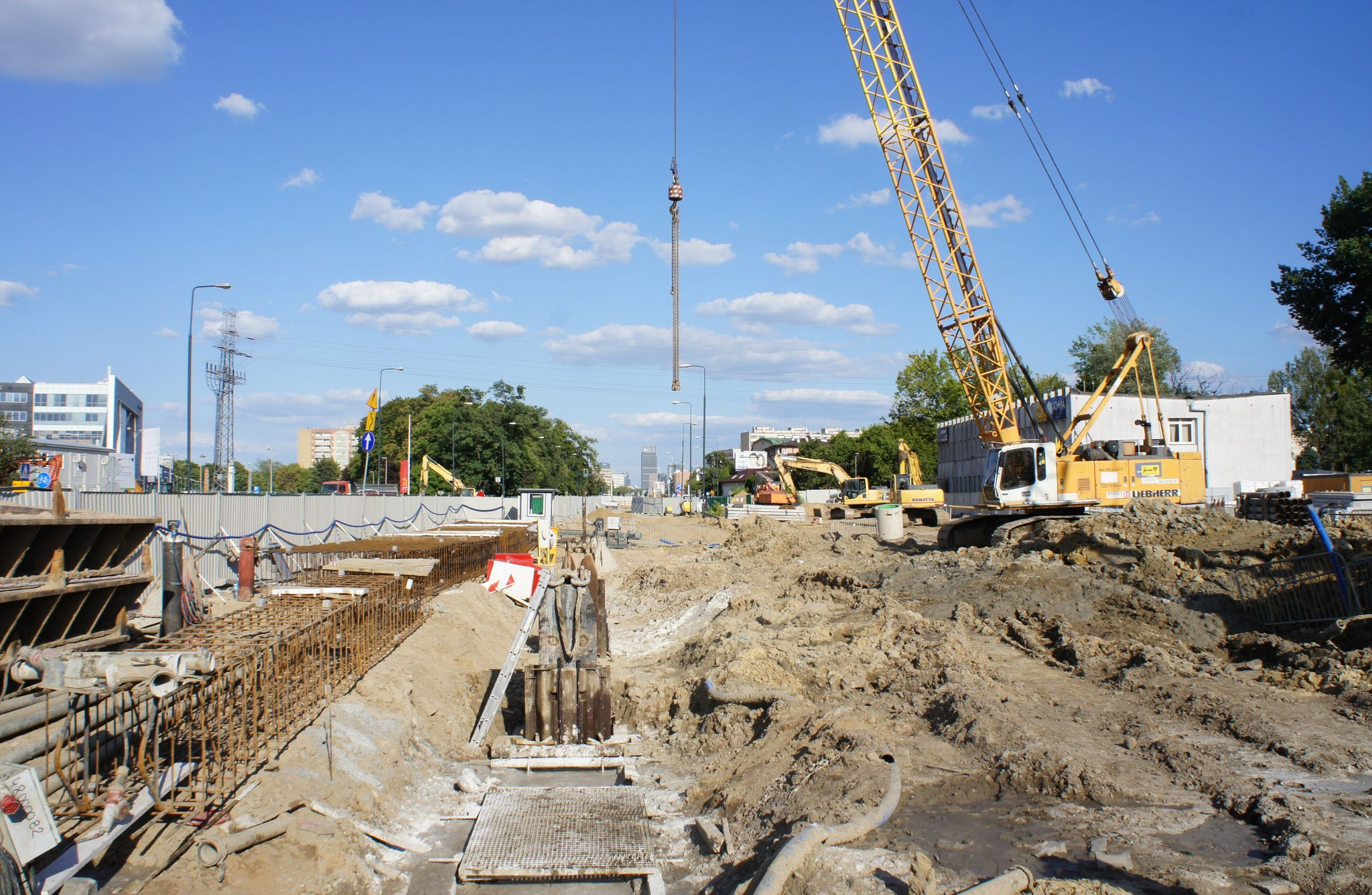
Будівництво на станції «Ульрихів»
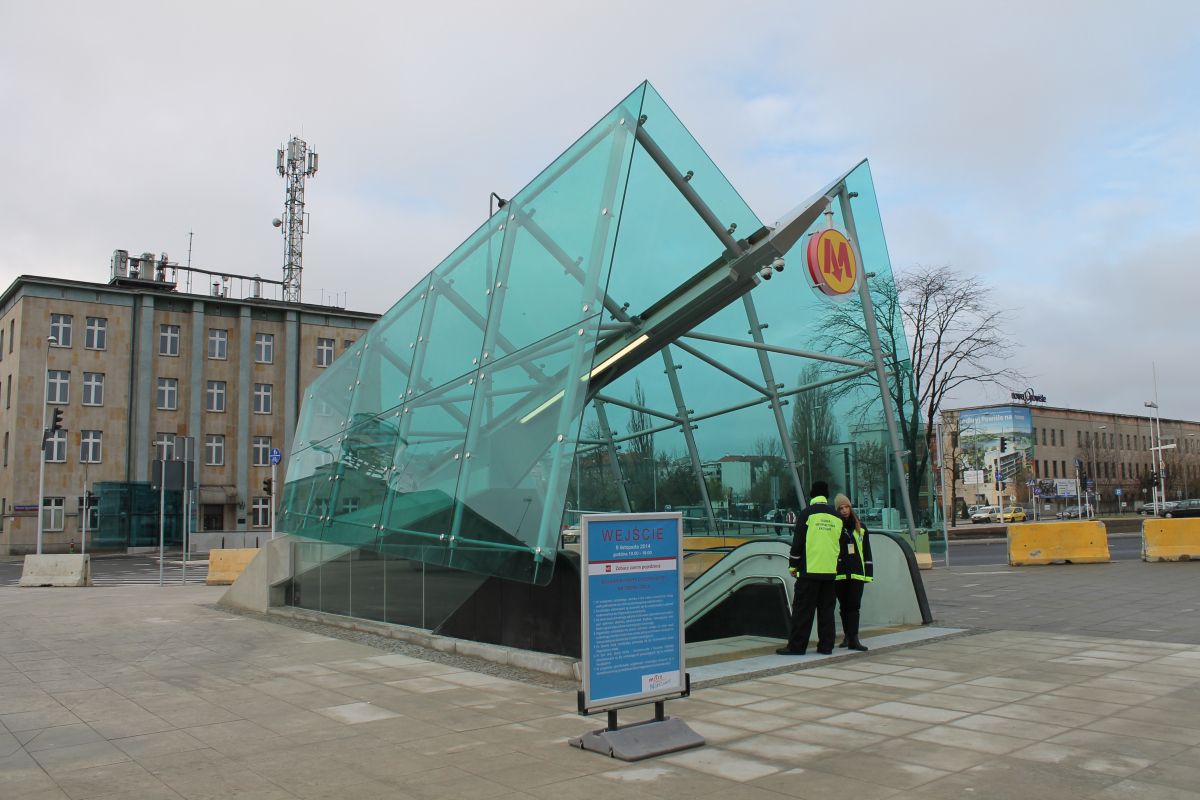
Вхід на станцію «Центрум Наукі Копернік» (9 листопада 2014)
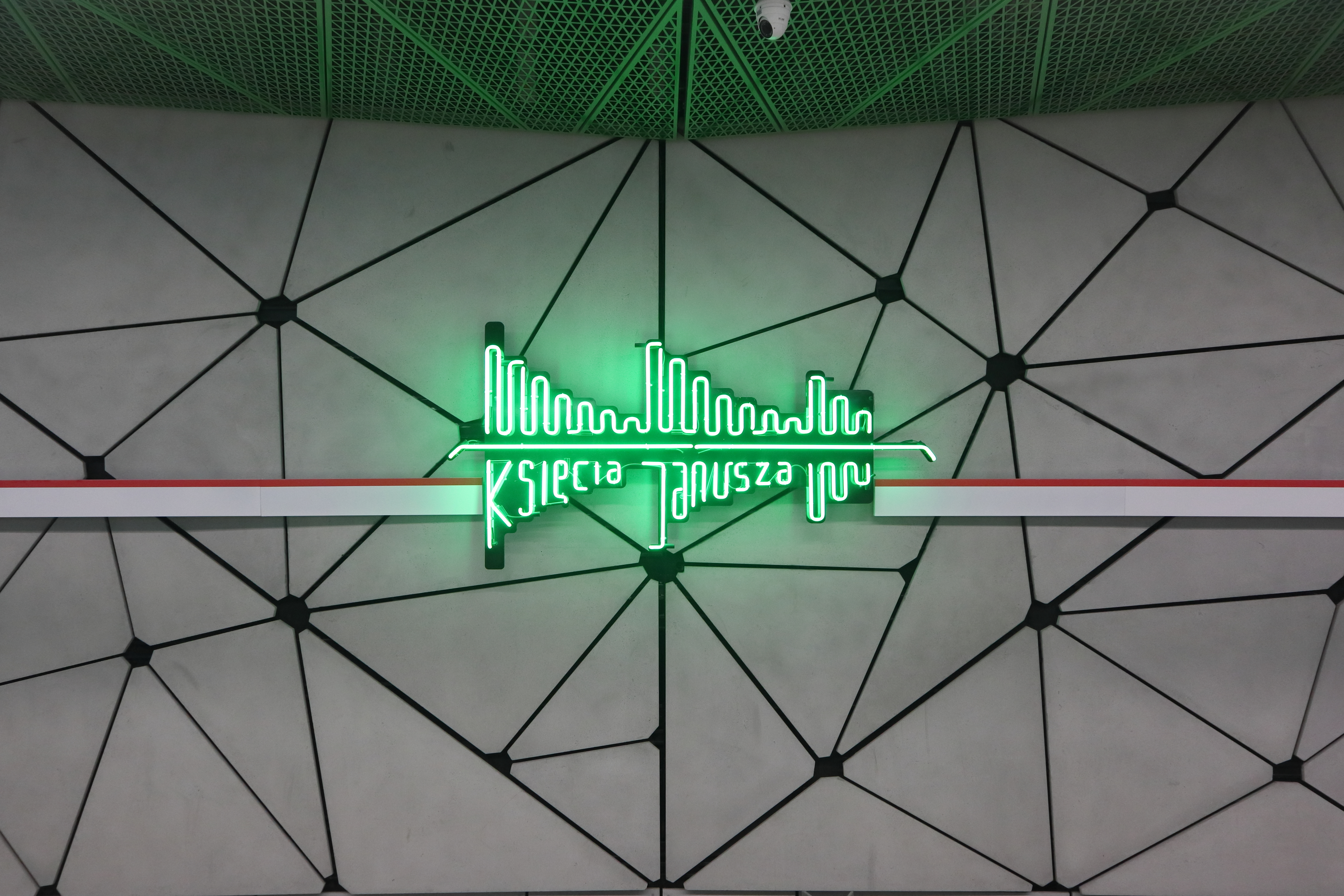
Неонова вивіска на станції «Ксенця Януша»
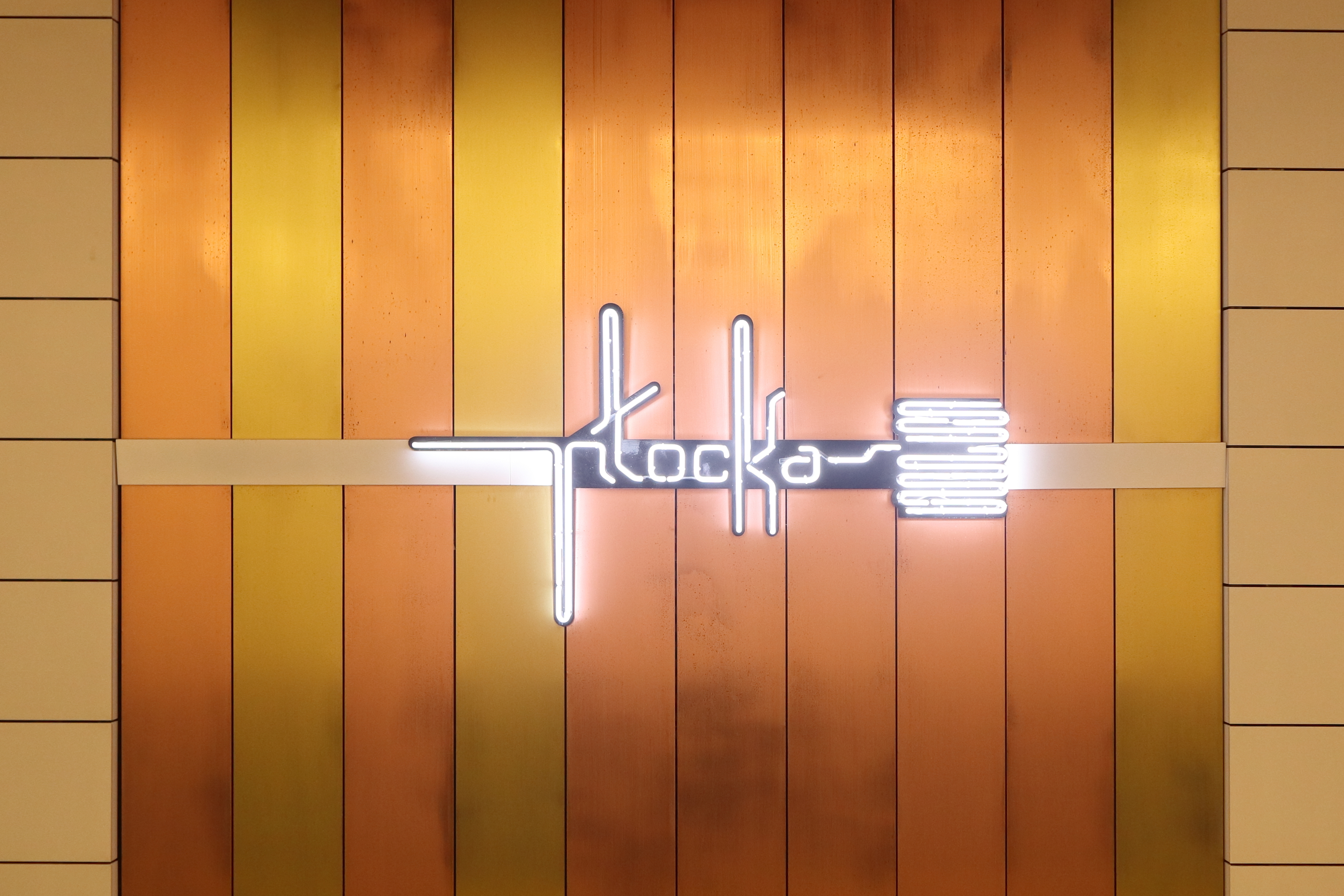
Неонова вивіска на станції «Плоцька»
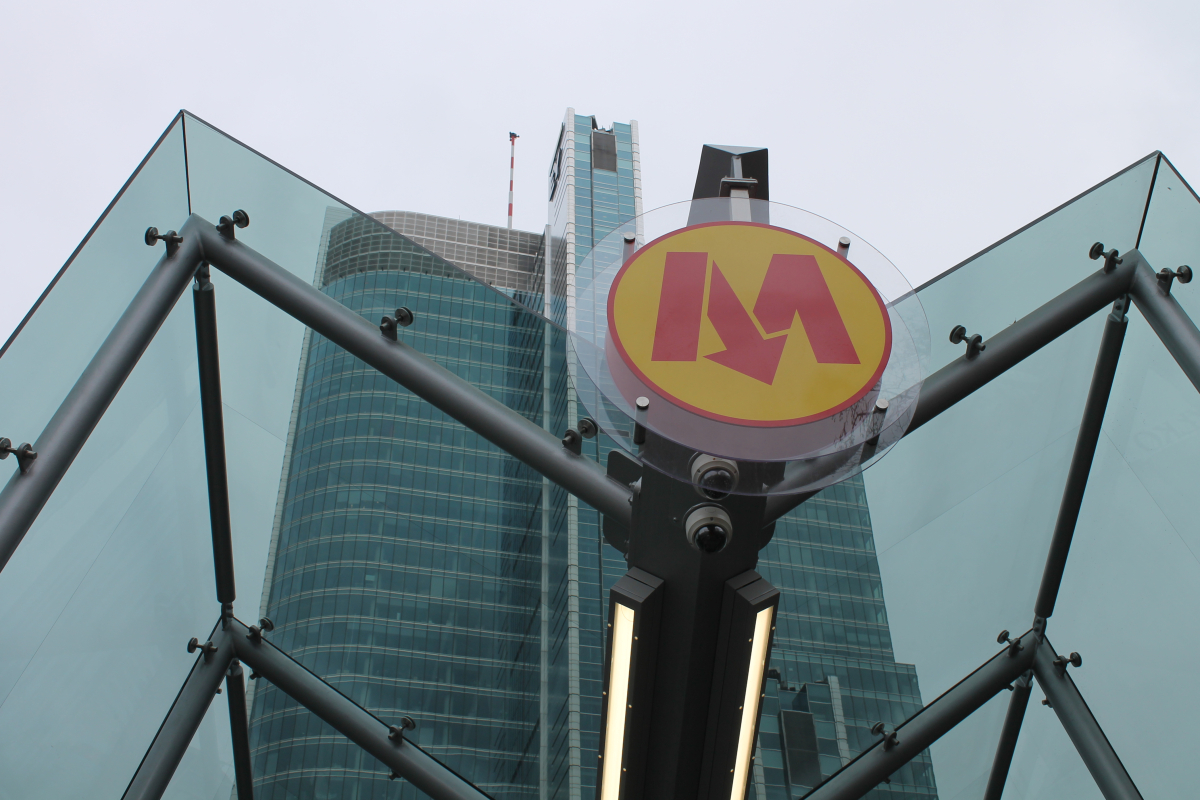
Вхід на станцію «Рондо ОНЗ»
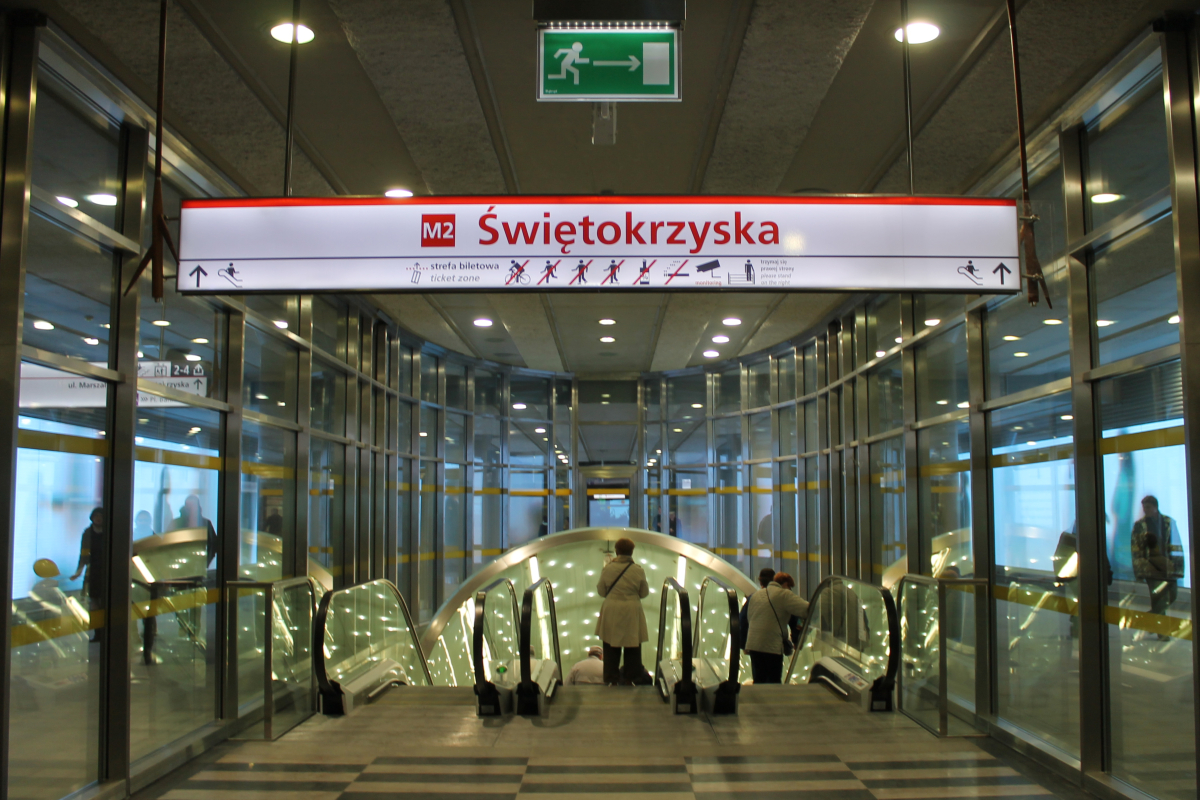
Західний зал станції «Свентокшиська»

## Технічні дані
- Довжина лінії: 12,6 км
- Кількість станцій: 13

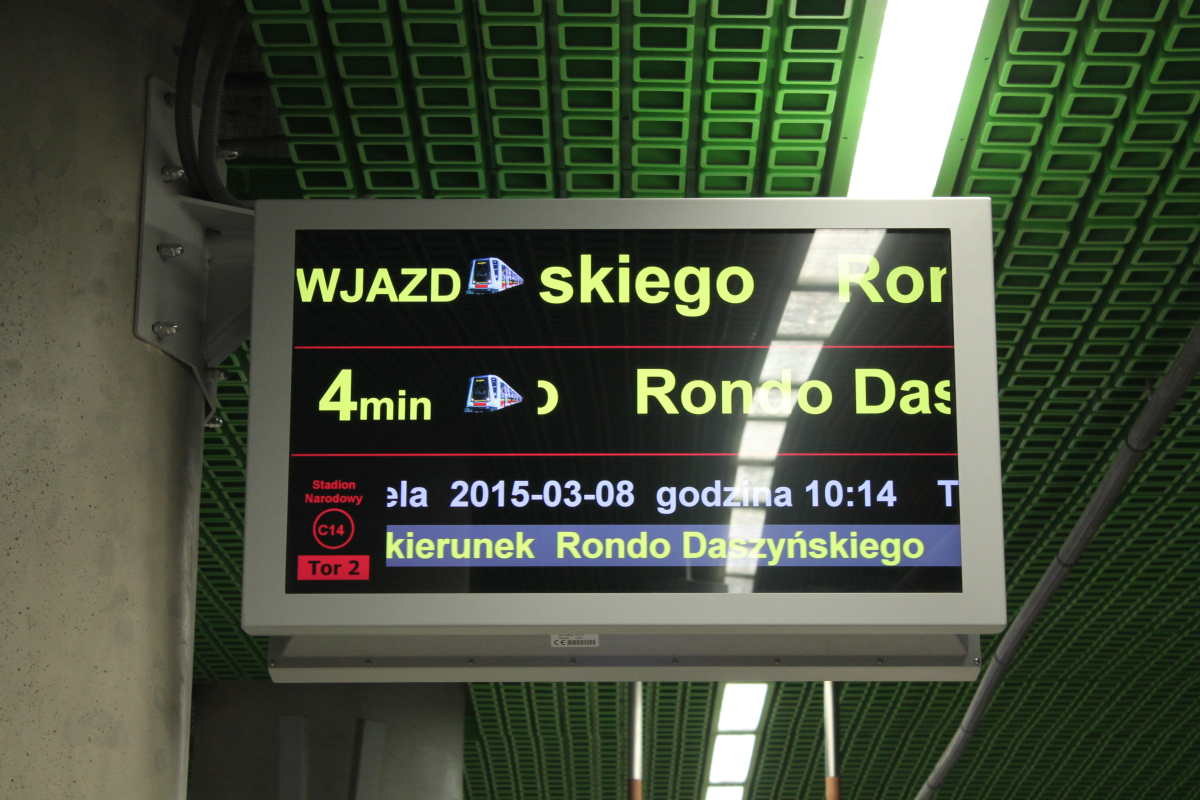
Інформаційний монітор на станції «Стадіон Народови»

- Заглиблення платформи нижче рівня землі: від 13 до 23 метрів
- Ширина колії: 1435 мм
- Максимальний нахил: 3,814%, тор південний на дільниці «Нови Свят — Університет» — «Центрум Науки Коперник»
- Система живлення: Контактна рейка, 750 V DC
- Частина корсування : близько коджних 3 хвилин
- Максимальна швидкість поїздів, яка в результаті використання системи управління дорожнім рухом: 80 км/год
- Максимальна швидкість, досягнута поїздами: 60 км/год
- Час у дорозі: 27-30 хвилин[15]

## Цікавий факт
- У виданій 2015 року в постакопалістичній повісті Stacja: Nowy Świat Бартека Біджицького деякі епізоди відбуваються в тунелях станції лінії M2